# William Raeside
William Raeside (Paisley, 24 marzo 1892 – Old Kilpatrick, 15 novembre 1964) è stato un allenatore di calcio scozzese.

## Carriera
Nella stagione 1927-1928 ha allenato gli spagnoli del Celta Vigo; in seguito ha allenato il Nacional, una delle principali formazioni del campionato uruguaiano, dal 1937 al 1938. Dopo aver lavorato come osservatore per l'Arsenal (club della prima divisione inglese), dal 1945 al 1947 ha allenato all'Asturias, nella prima divisione messicana.
In seguito, sempre nel 1947, ha allenato per un periodo il Newell's Old Boys, formazione della prima divisione argentina; torna poi in Messico, al Guadalajara, che allena dal 1950 al 1951. Nella stagione 1952-1953 allena invece i semiprofessionisti inglesi del Cheltenham Town, trascorrendo infine la stagione successiva all'Atlante, club della prima divisione messicana, con il ruolo di direttore tecnico.